# Moody (Texas)
Moody ist eine Stadt im McLennan County im US-Bundesstaat Texas in den Vereinigten Staaten. Das U.S. Census Bureau hat bei der Volkszählung 2020 eine Einwohnerzahl von 1.376 ermittelt.

## Geografie
Die Stadt liegt im mittleren Osten von Texas, an der Zusammenführung des Highway 317 mit der Farm Road 107 und hat eine Gesamtfläche von 2,2 km² ohne nennenswerte Wasserfläche.

## Geschichte
Gegründet wurde der Ort 1881, als die Gulf, Colorado and Santa Fe Railway ihre Gleise von Temple nach Fort Worth verlegte. Benannt wurde er nach William Lewis Moody, einem Direktor ebendieser Eisenbahngesellschaft.

## Demografische Daten
Nach der Volkszählung im Jahr 2000 lebten hier 1.400 Menschen in 529 Haushalten und 369 Familien. Die Bevölkerungsdichte betrug 635,9 Einwohner pro km². Ethnisch betrachtet setzte sich die Bevölkerung zusammen aus 82,71 % weißer Bevölkerung, 8,79 % Afroamerikanern, 0,36 % amerikanischen Ureinwohnern, 0,00 % Asiaten, 0,14 % Bewohnern aus dem pazifischen Inselraum und 6,57 % aus anderen ethnischen Gruppen. Etwa 1,43 % waren gemischter Abstammung und 14,93 % der Bevölkerung waren spanischer oder lateinamerikanischer Abstammung.
Von den 529 Haushalten hatten 33,5 % Kinder unter 18 Jahre, die im Haushalt lebten. 54,4 % davon waren verheiratete, zusammenlebende Paare. 12,9 % waren allein erziehende Mütter und 30,2 % waren keine Familien. 27,4 % aller Haushalte waren Singlehaushalte und in 16,3 % lebten Menschen, die 65 Jahre oder älter waren. Die Durchschnittshaushaltsgröße betrug 2,57 und die durchschnittliche Größe einer Familie belief sich auf 3,14 Personen.
27,2 % der Bevölkerung waren unter 18 Jahre alt, 8,6 % von 18 bis 24, 25,8 % von 25 bis 44, 20,5 % von 45 bis 64, und 17,9 % die 65 Jahre oder älter waren. Das Durchschnittsalter war 36 Jahre. Auf 100 weibliche Personen aller Altersgruppen kamen 85,9 männliche Personen. Auf 100 Frauen im Alter von 18 Jahren und darüber kamen 80,4 Männer.
Das jährliche Durchschnittseinkommen eines Haushalts betrug 26.974 USD, das Durchschnittseinkommen einer Familie 34.271 USD. Männer hatten ein Durchschnittseinkommen von 28.828 USD gegenüber den Frauen mit 21.204 USD. Das Prokopfeinkommen betrug 13.048 USD. 18,2 % der Bevölkerung und 16,3 % der Familien lebten unterhalb der Armutsgrenze. Davon waren 22,1 % Kinder und Jugendliche unter 18 Jahren und 18,7 % waren 65 oder älter.